# Kompis (TV-program)
Kompis var ett TV-program i kanalen ZTV som sändes på från måndag till torsdag. Den första säsongen sändes hösten 1999 och den sista hösten 2001. Programledare var Tobias Kagelind. Programmet var ett videoönskingsprogram till vilket tittarna kunde ringa in och önska musikvideor. Detta kombinerades med tävlingar av olika slag. Bland annat kunde tittarna ringa in till programmet och sjunga. Artisten Moe upptäcktes på detta sätt.